# Sean Kingston (album)
Sean Kingston è l'album di debutto dell'omonimo cantante giamaicano Sean Kingston.

## Informazioni generali
Prodotto da J.R. Rotem e pubblicato il 31 luglio 2007, l'album contiene 14 canzoni scritte tutte dallo stesso cantante coadiuvato da Evan Bogart.
L'album ha debuttato alla posizione numero 6 della classifica americana Billboard 200, scendendo alla 13 la settimana successiva, mentre ha raggiunto la seconda posizione nella sua seconda settimana di vendite in Nuova Zelanda.

## Singoli estratti
Sono stati estratti quattro singoli dall'album, che hanno riscosso tutti un buon successo: Beautiful Girls, Me Love, Take You There e There's Nothin, in collaborazione con la cantante Paula DeAnda.

## Tracce
Edizione standard
1. "Intro" 0:34
2. "Kingston" -3:28
3. "Take You There" -3:54
4. "Me Love" -3:24
5. "Beautiful Girls" -4:02
6. "Dry Your Eyes" -3:32
7. "Got No Shorty" -3:22
8. "There's Nothin'" (featuring Paula DeAnda) -3:57
9. "I Can Feel It" (featuring Phil Collins) -3:27
10. "Drummer Boy" -3:37
11. "Your Sister" -3:30
12. "That Ain't Right" -3:41
13. "Change" -3:38
14. "Colors" (featuring Vybz Kartel & Kardinal Offishall) -4:39

Tracce bonus edizione Deluxe
Il 26 febbraio 2008,su Itunes Store è uscita la versione Deluxe dell'album.
L'album contiene la versione remix di "There's Nothin'",la versione remix di Big Girls Don't Cry e i video musicali di Beautiful Girls, Me Love, Take You There e di There's Nothin.
1. "Big Girls Don't Cry Remix" (Fergie featuring Sean Kingston) - 3:57
2. "There's Nothin' (Remix)" (Sean Kingston featuring Élan of The D.E.Y. & Juelz Santana) - 3:45
3. "Beautiful Girls" (video) - 4:17
4. "Me Love" (video) - 3:24
5. "Take You There" (video) - 4:01
6. "There's Nothin' (Remix)" (video) - 3:45